# Freddie Mercury
Farrokh Bulsara, més conegut pel seu nom canviat Freddie Mercury (Stone Town, Zanzíbar, 5 de setembre de 1946 - Kensington i Chelsea, Londres, 24 de novembre de 1991) fou un músic britànic, cantant del grup de rock Queen.
Freddie Mercury és una de les millors veus que ha donat el pop-rock el segle xx, dotada d'un extraordinari registre (tres octaves i mitja), i amb la qual va cantar una gran varietat d'estils musicals.
Tant com a vocalista principal del grup Queen com en solitari va tenir un gran èxit, i va arribar a fer els concerts més multitudinaris de l'època.
És autor de grans i coneguts èxits com Bohemian Rhapsody, We Are the Champions o Somebody to Love, entre d'altres.

## Biografia
Va néixer com a Farrokh Bulsara; gujarati ફારોખ બલસારા, Pharōkh Balsārā‌) el 5 de setembre de 1946 a la ciutat de Stone Town (Zanzíbar), fill de Bomi (1908-2003), funcionari de la Cort Suprema del govern britànic, i Jer Bulsara (1922-2016). Els seus pares eren parsis (una comunitat persa de la regió de Gujarat, a l'Índia, que practica el zoroastrisme, la religió dels antics perses). Tenia una germana petita, Kashmira Bulsara-Cooke.
El cognom de la família deriva de la ciutat de Bulsara (coneguda també com a Valsad), al sud de Gujarat. Com els parsis, Freddie Mercury seguia el zoroastrisme i estava orgullós de la seva ascendència persa. La família Bulsara s'havia traslladat a Zanzíbar per la feina del pare.
Mercury va passar la major part de la seva infantesa a l'India, vivint amb la seva àvia i la seva tieta. El 1954, a l'edat de vuit anys, va ser enviat a estudiar al St. Peter's School, un internat per a homes a Panchgani, a uns 150 quilòmetres de Bombai, a l'Índia. En aquest col·legi va formar part d'una banda anomenada The Hectics, en què tocava el piano. Un amic seu d'aquella època deia que el cantant tenia "una increïble habilitat per a sentir la ràdio i reproduir les melodies al piano". Va ser també a St. Peter's on els seus amics van començar a dir-li Freddie, nom que va adoptar també la seva família. Va acabar la seva educació a St. Mary's School, a Bombai.
Amb disset anys, Mercury i la seva família van fugir de Zanzíbar a causa de la revolució contra el domini àrab. La família va anar a una petita casa a Feltham (Middlesex, Anglaterra). Mercury es va inscriure a la Universitat de West Thames, on va estudiar art. Va rebre allà un diploma en disseny gràfic i més endavant faria servir la seva habilitat per a crear el logotip de Queen. Mercury va viure a Anglaterra la resta de la seva vida.
Després de la seva graduació, Mercury va formar part d'una sèrie de bandes i solia vendre roba de segona mà al mercat de Kensington de Londres. A més va tenir una feina a l'aeroport de Londres-Heathrow. Els seus amics de l'època diuen que era tímid i tranquil i que tenia molt d'interès per la música. El 1969 va participar en la banda Ibex, que més endavant es diria Wreckage. Quan aquesta banda es va dissoldre, en va fer una altra, Sour Milk Sea, però aquest grup es va dissoldre a mitjans de la dècada de 1970.
L'abril de 1970, Mercury va conèixer el guitarrista Brian May i el bateria Roger Taylor, que prèviament havien estat a la banda Smile. Malgrat les reserves dels altres membres, Mercury va triar el nom Queen per a la nova banda. Després diria sobre això: "Tenia connotacions gai, però això és només una faceta del nom". En aquell temps, també va canviar el seu cognom a Mercury, pel fet que, segons les seves pròpies paraules, a la cançó "My Fairy King", al vers "Mother Mercury, look what they've done to me", cantava sobre la seva pròpia mare. Considerava que el nom Freddie Mercury tenia "poder".
Freddie Mercury va conèixer Mary Austin, que havia tingut una breu relació amb Brian May, i va iniciar una relació que duraria sis anys, vivint en un apartament a West Kensington, en Londres. A mitjans de la dècada de 1970, havia començat una aventura amb David Minns, un executiu discogràfic nord-americà d'Elektra Records. Al desembre de 1976, Mercury va dir a Austin de la seva sexualitat posant final a la seva relació romàntica. Mercury es va mudar del pis que compartien i va comprar a Austin un lloc propi a prop de la seva nova adreça de 12 Stafford Terrace, Kensington.
A mitjans de la dècada de 1980, Mercury va impulsar la seva carrera en solitari, en paral·lel a la de Queen, i en 1985 va iniciar una relació amb Jim Hutton, que seria la seva parella fins a la mort de Mercury el 24 de novembre de 1991 als 45 anys a causa de la sida, un dia després d'anunciar públicament la greu malaltia que patia. Va ser una gran pèrdua en el món musical. El 20 d'abril de 1992 es va fer un concert en homenatge seu a l'estadi londinenc de Wembley, amb cantants com George Michael i Elton John, i els beneficis del concert van ser donats íntegrament a la lluita contra la sida.

## Carrera

### Com a cantant
Tot i que la veu de Mercury quan parlava era de baríton, quan cantava era de tenor. La soprano catalana Montserrat Caballé, amb qui Mercury va gravar un àlbum, va dir que "la diferència entre Freddie i la majoria de les estrelles de rock és que ell venia la veu". A mesura que la carrera de Queen anava progressant, Mercury va anar canviant les notes més agudes per unes de més greus. Patia de nòduls vocals, i va dir que mai no havia rebut classes de cant.

### Com a compositor
Mercury va escriure onze de les disset cançons de l'àlbum Greatest Hits: "Bohemian Rhapsody", "Seven Seas of Rhye", "Killer Queen", "Somebody to Love", "Good Old-Fashion Lover Boy", "We Are the Champions", "Bicycle Race", "Don't Stop Me Now", "Crazy Little Thing Called Love" i "Play the Game".
L'aspecte més notori del seu estil de composició és la gran quantitat de gèneres de les seves obres, que inclou, entre altres estils, rockabilly, rock progressiu, heavy metal, gospel i música disco. Com va explicar el 1986: "Odio fer sempre el mateix. M'agrada saber què passa en la música, el cinema i el teatre i afegir-ho". Comparat amb els altres artistes, Mercury ha compost també obres molt complexes. Per exemple, "Bohemian Rhapsody" té una estructura poc comuna i conté dotzenes de cors simulant un cor operístic. D'altra banda, "Crazy Little Thing Called Love" conté pocs cors. Tot i que va compondre harmonies molt complicades, com ara "The March of the Black Queen", va dir que li costava llegir música. Va escriure la majoria de les seves cançons fent servir un piano.

### Actuacions en directe
Mercury era famós per les seves actuacions en directe, i va fer gires amb Queen per molts països. Tenia un estil teatral en què de vegades calia la participació del públic. Un crític de la revista The Spectator el va descriure com "un cantant que excita i encisa el públic amb diverses i extravagants versions d'ell mateix". David Bowie, que va actuar al d'homenatge i va gravar la cançó "Under Pressure" amb Queen, va lloar l'estil de Freddie a l'escenari: "Entre els concerts de rock més teatrals, en Freddie va ser el més destacat. I, per descomptat, sempre he admirat els homes que fan servir vestits de malla. Només el vaig veure una vegada en directe i, com diuen, era definitivament un home que podia tenir el públic al palmell de la mà".
Una de les actuacions en directe més destacables de Queen va tenir lloc al concert Live Aid el 1985, durant el qual tot el públic (aproximadament 72.000 persones) aplaudia i cantava alhora. Un grup d'executius va triar aquest concert com la millor actuació en directe de la història del rock. Els resultats d'aquesta votació van ser emesos durant el programa de televisió The World's Greatest Gigs. Un crític va escriure sobre el Live Aid el 2005: "Qui es dedica a fer llistes dels millors líders de bandes de rock i als primers llocs hi posen Mick Jagger, Robert Plant, etc., fan un terrible error. Freddie, per la seva actuació al Live Aid, n'és el millor".
Durant la seva carrera, Mercury va fer aproximadament set-cents concerts en molts països amb Queen. Una vegada va dir: "Som el Cecil B. DeMille del rock, sempre volem fer les coses millor". La banda va ser el primer grup britànic a tocar als estadis de Llatinoamèrica, i va batre el rècord mundial de quantitat de públic a l'estadi Morumbi a São Paulo el 1981. El 1986, Queen també va tocar darrere del teló d'acer a Budapest, davant de vuitanta mil persones. L'última actuació en directe de Freddie amb Queen va ser el 9 d'agost de 1986 a Knebworth, concert al qual van assistir tres-centes mil persones.

### Instruments

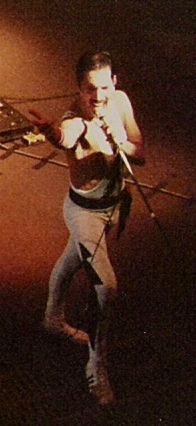
Mercury al 1984

Quan era petit, a Mumbai, va començar a prendre classes de piano als nou anys. Més endavant, quan ja era a Londres, va aprendre a tocar la guitarra. La majoria de la música que li agradava es basava en acompanyament de guitarra: els seus músics preferits d'aquella època eren The Who, The Beatles, Jimi Hendrix, David Bowie i Led Zeppelin. Era molt autocrític pel que fa a la seva habilitat per tocar dos instruments i, des dels primers anys vuitanta, va començar a tocar el teclat per a Queen, i també per a uns altres conjunts com a músic convidat. A causa d'aquesta característica de la seva personalitat, va contractar Fred Mandel (un músic americà que havia treballat per a Pink Floyd, Elton John i Supertramp) per al seu primer treball com a solista, i des de 1985 va treballar amb el pianista Mike Moran, que era el seu teclista.
Mercury va tocar el piano en moltes cançons de Queen, incloses "Killer Queen", "Bohemian Rhapsody", "Good Old Fashion Lover Boy", "We Are the Champions", "Somebody To Love" i "Don't Stop Me Now". Tocava pianos de cua als concerts i de vegades fins i tot el clavecí. A partir de la dècada de 1980, a més va començar a fer servir sintetitzadors. El guitarrista de Queen Brian May va dir que Mercury no estava conforme amb la seva manera de tocar el piano i als concerts delegava aquesta funció perquè preferia caminar per l'escenari. Tot i que va escriure moltes línies de guitarra, Mercury només en tenia habilitats rudimentàries. "Ogre Battle" i "Crazy Little Thing Called Love" van ser compostes amb una guitarra acústica. A les actuacions en directe tocava la guitarra per interpretar aquesta darrera cançó.

### Carrera solista
A més de Queen, Mercury va gravar dos àlbums i molts senzills com a solista. Tot i que no van ser tan comercials com els seus àlbums amb Queen, van debutar entrant al Top 10 de les llistes britàniques.
Els àlbums de Freddie Mercury com a solista van ser Mr. Bad Guy (1985) i Barcelona (1988). El primer té un estil basat en la música pop i disco. Barcelona, per contra, va ser gravat al costat de la cantant d'òpera Montserrat Caballé, a qui admirava profundament. Mr. Bad Guy va arribar al desè lloc de les llistes de venda d'Anglaterra. El 1993, una versió de "Living On My Own", un senzill del primer dels seus àlbums, va arribar al número u de la UK Singles Chart. La cançó va fer que Mercury guanyés un premi Ivor Novello pòstum. El crític d'Allmusic Eduardo Rivadavia descriví Mr. Bad Guy com a "impressionant des del començament fins al final", i digué que Mercury "va fer una feina d'exploració de terres desconegudes".
Barcelona, gravat amb Montserrat Caballé, barreja la música popular amb l'òpera. Alguns crítics el van definir com "el CD més extravagant de l'any". Caballé, per la seva banda, va considerar l'àlbum com un dels millors èxits de la seva carrera. El senzill que porta el nom de l'àlbum va arribar al vuitè lloc de les llistes de senzills britàniques i va ser tot un èxit a Espanya, on el tema es va convertir en l'himne oficial de les olimpíades de 1992, fetes a Barcelona un any després de la mort del cantant. Després d'això el tema va pujar fins a la segona posició de les llistes, cinc anys després de la publicació. A més, Caballé el va cantar a la final de la Lliga de Campions de 1999, disputada a Barcelona.
A més dels seus dos àlbums com a solista, Mercury va fer molts més senzills, incloent-hi la seva pròpia versió de la cançó "The Great Pretender", que va arribar al cinquè lloc a Anglaterra el 1987. El setembre del 2006, es va llançar l'àlbum recopilatori Lover of Life, Singer of Songs d'alguns temes de Freddie com a solista, en commemoració al 60è aniversari del naixement, i als Estats Units al novembre, gairebé coincidint amb el 15è aniversari del seu traspàs. El disc va arribar al desè lloc de les llistes de venda.

### Influència
De petit, Mercury escoltava música hindú, i una de les seves primeres influències va ser el cantant Lata Mangeshkar, a qui va tenir l'oportunitat de veure en directe a l'Índia. A Anglaterra, Mercury es va fer seguidor d'Aretha Franklin, The Who, Jim Croce, Elvis Presley, Led Zeppelin, The Rolling Stones, Jimi Hendrix, The Beatles i Liza Minnelli. Una vegada va dir: "Una de les meves primeres inspiracions va sorgir de Cabaret. Adoro Liza Minnelli. La forma en què canta, la pura energia".

## Llegat

### Popularitat duradora
Als Estats Units, on als anys 80 va baixar la popularitat de Queen, les vendes dels seus àlbums van créixer enormement el 1992, l'any següent de la seva mort. Aquell mateix any, un crític americà va escriure que "amb Queen ha passat allò que els cínics en diuen el factor de l'"estrella morta", que està ressorgint". La pel·lícula Wayne's World, que té "Bohemian Rhapsody" en la banda sonora també va ser llançada el 1992. Segons la RIAA, Queen va vendre en total 32,5 milions d'àlbums als Estats Units i més de la meitat van ser venuts després de la mort de Mercury el 1991.
A la Gran Bretanya, Queen va passar més setmanes a les llistes que cap altra banda (inclòs The Beatles), i l'àlbum de Queen Greatest Hits és l'àlbum més venut a la Gran Bretanya fins avui. Dues de les cançons de Mercury, "Bohemian Rhapsody" i "We Are the Champions" van ser votades com les millors cançons de tots els temps en una enquesta feta per Sony Ericsson.

### Homenatges

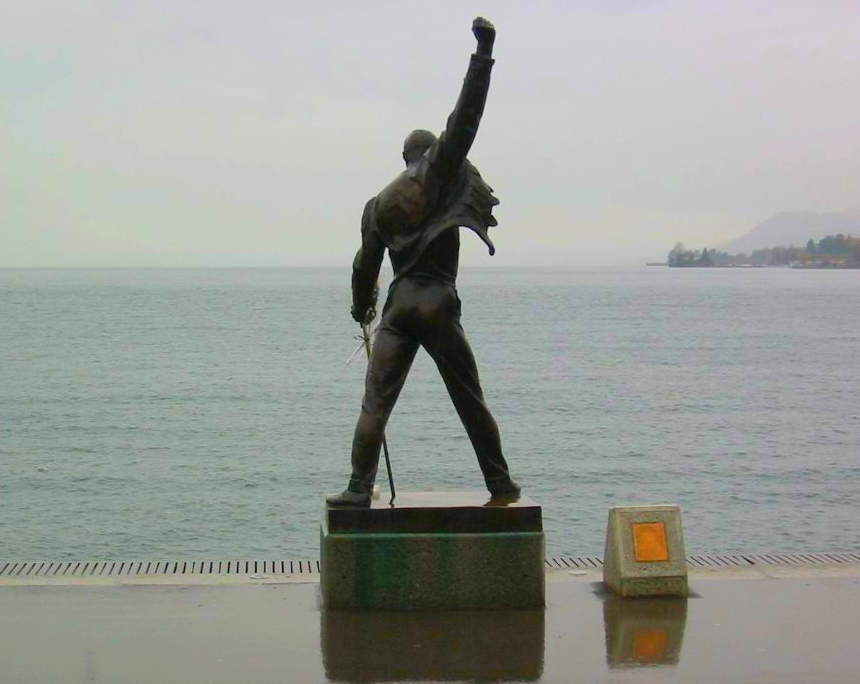
Estàtua d'homenatge al llac Leman

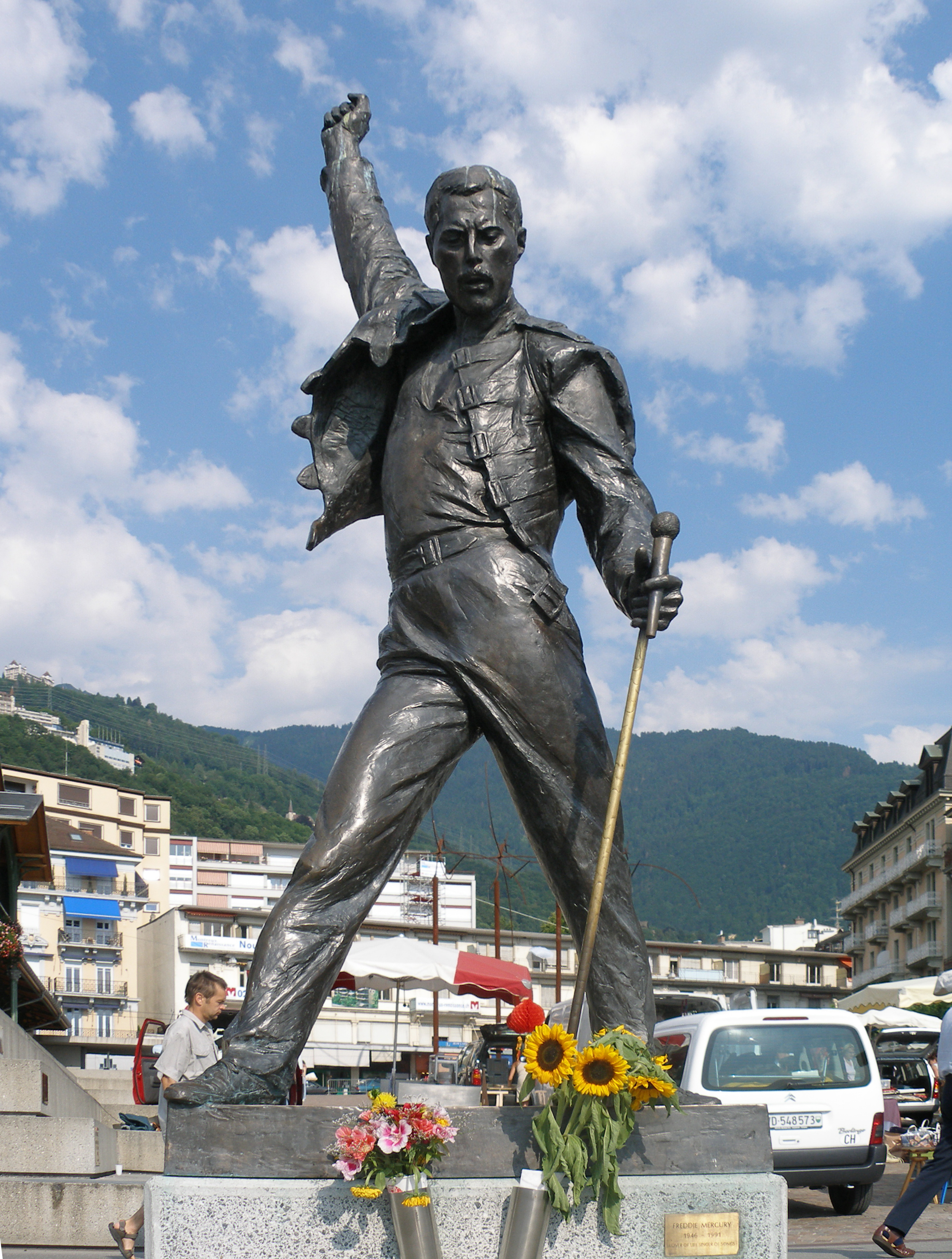
Estàtua d'homenatge

A Montreux, Suïssa, es va fer el 25 de novembre de 1996 una estàtua en honor seu. Té tres metres d'alt i va ser feta per l'escultora Irena Sedlecka. Va ser pagada per Bommi Bulsara i Montserrat Caballé. En honor seu es va fer un segell reial, i també es va posar una placa a la casa on va viure amb la seva família el 1964, als 17 anys.

### Importància per a la història de la sida
La mort de Freddie Mercury va ser un moment molt important de la història de la sida. L'abril de 1992, la resta dels membres de Queen i Jim Beach el marmessor de Mercury, van fundar la Mercury Phoenix Trust i van organitzar el concert d'homenatge. Va tenir lloc a l'estadi de Wembley, va incloure actuacions en directe de Robert Plant, Roger Daltrey, Extreme, Elton John, Metallica, David Bowie, Annie Lennox, Tony Iommi, Guns N 'Roses, Elizabeth Taylor, George Michael, Lisa Stansfield, Def Leppard i Liza Minnelli. Aquest concert va ser transmès en directe a 76 països i es calcula que va ser vist per mil milions de persones.

### Aparició a les llistes de persones més influents
Moltes enquestes van dir que la seva reputació va créixer després de mort. Per això, el 2002 la BBC el va posar al lloc 58 de la llista dels 100 britànics més influents. Malgrat que va ser durament criticat pels activistes gais perquè va amagar que tenia sida, Paul Russell el va incloure en el llibre The Gay 100: A Ranking of the Most Influential Gay Men and Lesbians, Past and Present.

## Discografia

### Discografia ambQueen
| Nom de l'àlbum       | Informació |
| -------------------- | --- |
| Queen                | - Data: 13 de juliol, 1973 - Segell discogràfic: Hollywood Records - Productors: John Anthony, Roy Thomas Baker, Queen |
| Queen II             | - Data: 8 de març, 1974 - Segell discogràfic: Hollywood Records - Productors: Robin Cable, Roy Thomas Baker, Queen     |
| Sheer Heart Attack   | - Data: 8 de novembre, 1974 - Segell discogràfic: Hollywood Records - Productors: Roy Thomas Baker, Queen              |
| A Night At The Opera | - Data: 21 de novembre, 1975 - Segell discogràfic: Hollywood Records - Productors: Roy Thomas Baker, Queen             |
| A Day at the Races   | - Data: 10 de desembre, 1976 - Segell discogràfic: Hollywood Records - Productors: Queen                               |
| News of the World    | - Data: 28 d'octubre, 1977 - Segell discogràfic: Hollywood Records - Productors: Queen, assistits per Mike Stone       |
| Jazz                 | - Data: 10 de novembre, 1978 - Segell discogràfic: Hollywood Records - Productors: Queen, Roy Thomas Baker             |
| The Game             | - Data: 30 de juny, 1980 - Segell discogràfic: Hollywood Records - Productors: Reinhold Mack, Queen                    |
| Flash Gordon         | - Data: 8 de desembre, 1980 - Segell discogràfic: Hollywood Records - Productors: Brian May, Reinhold Mack             |
| Hot Space            | - Data: 21 de maig, 1982 - Segell discogràfic: Hollywood Records - Productors: Queen, Reinhold Mack                    |
| The Works            | - Data: 27 de febrer, 1984 - Segell discogràfic: Hollywood Records - Productors: Reinhold Mack, Queen                  |
| A Kind of Magic      | - Data: 2 de juny, 1986 - Segell discogràfic: Hollywood Records - Productors: Reinhold Mack, Queen, David Richards     |
| The Miracle          | - Data: 22 de maig, 1989 - Segell discogràfic: Hollywood Records - Productors: Queen, David Richards                   |
| Innuendo             | - Data: 4 de febrer, 1991 - Segell discogràfic: Hollywood Records - Productors: Queen, David Richards                  |
| Made In Heaven       | - Data: 6 de novembre, 1995 - Segell discogràfic: Hollywood Records - Productors: Queen                                |

#### Discos en directe
| Nom de l'àlbum                   | Informació |
| -------------------------------- | --- |
| Live Killers                     | - Data: 26 de juny, 1979 - Segell discogràfic: EMI - Productors: Queen                                                         |
| Live Magic                       | - Data: 1 de desembre, 1986 - Segell discogràfic: Hollywood Records - Productors: Queen, Trip Khalaf                           |
| Live at Wembley '86              | - Data: 26 de maig, 1992 - Segell discogràfic: Hollywood Records - Productors: Queen                                           |
| Queen on Fire - Live at the Bowl | - Data: 25 d'octubre, 2004 - Segell discogràfic: Hollywood Records - Productors: Brian May, Roger Taylor, Justin Shirley-Smith |

#### Recopilacions
- Greatest Hits I (1981)
- Greatest Hits II (1991)
- Queen Rocks (1997)
- Greatest Hits III (1999)

- The Complete Works (desembre de 1985), col·lecció que conté tots els discos oficials editats fins aquella data (des de Queen fins a The Works)
- Complete Vision (desembre de 1985), recopilació de les cares B de tots els singles editats fins aquella data (des de Killer Queen fins a One Vision)

### Discografia solista
- 1985: Mr. Bad Guy
- 1988: Barcelona (amb Montserrat Caballé)
- 1992: The Freddie Mercury Album
- 1992: The Great Pretender
- 1993: Remixes
- 2000: The Solo Collection
- 2006: Lover of Life, Singer of Songs — The Very Best of Freddie Mercury
- 2012: Barcelona (Special Edition)
- 2015: Messenger of the Gods
- 2019: Never Boring, Mr. Bad Guy (Special Edition)

## Videografia

### Amb Queen
Video en viu
| Nom de l'àlbum                            | Informació                                            |
| ----------------------------------------- | ----------------------------------------------------- |
| Queen Live in Rio                         | - Llançament: VHS 1985 - Discogràfica: EMI            |
| Queen Live in Budapest                    | - Llançament: VHS 1987 - Discogràfica: EMI            |
| Queen at Wembley                          | - Lançament: VHS 1992, DVD 2003 - Discogràfica: EMI   |
| We Are the Champions: Final Live in Japan | - Lançament: VHS 1992, DVD 2004 - Discogràfica: EMI   |
| Queen on Fire - Live at the Bowl          | - Lançament: 25 d'octubre de 2004 - Discográfica: EMI |
| Queen Rock Montreal & Live AID            | - Lançament: 29 d'octubre de 2007 - Discogràfica: EMI |

Documentals
| Documental                           | Informació         |
| ------------------------------------ | ------------------ |
| The Magic Years                      | - Llançament: 1987 |
| The Queen Phenomenon                 | - Llançament: 1995 |
| Classic Albums: A Night at the Opera | - Llançament: 2004 |

## Gires amb Queen
| Any(s)    | Títol                     | Voltes | Shows | Llançaments oficials                                                              |
| --------- | ------------------------- | ------ | ----- | --------------------------------------------------------------------------------- |
| 1973-1974 | Queen I Tour              | 2      | 35    |                                                                                   |
| 1974      | Queen II Tour             | 2      | 41    |                                                                                   |
| 1974-1975 | Sheer Heart Attack Tour   | 3      | 77    |                                                                                   |
| 1975-1976 | A Night At The Opera Tour | 3      | 77    | - Un concert va ser gravat i retransmés per la BBC                                |
| 1976      | Gira d'estiu 1976         | 1      | 4     | - El concert a Hyde Park va ser gravat                                            |
| 1977      | A Day At The Races Tour   | 5      | 59    |                                                                                   |
| 1977-1978 | News Of The World Tour    | 2      | 46    |                                                                                   |
| 1978-1979 | Jazz Tour                 | 4      | 79    | - Live Killers primer disc en viu de la banda                                     |
| 1979      | Crazy Tour                | 1      | 20    | - Concerts for the People of Kampuchea LP realitzat per diversos artistes         |
| 1980-1981 | The Game Tour             | 6      | 83    | - Queen Rock Montreal (DVD i CD), We Will Rock You (VHS i DVD)                    |
| 1982      | Hot Space Tour            | 3      | 69    | - Queen on Fire - Live at the Bowl (DVD) inclou concerts a Londres, Viena i Tokyo |
| 1984-1985 | The Works Tour            | 5      | 48    | - We Are the Champions: Final Live in Japan (DVD) - Rock in Rio (VHS)             |
| 1986      | Magic Tour                | 1      | 26    | - Queen at Wembley (DVD) - Queen Live in Budapest (VHS)                           |